# Zool
Zool – gra platformowa stworzona i wydana przez Gremlin Interactive w październiku 1992.
Jest jednocześnie reklamą grupy Chupa Chups (firmy zajmującej się produkcją słodyczy, chipsów i innej typowo dziecięcej żywności), w której motywem przewodnim i najczęściej utożsamianym elementem z tą grą jest wszechobecny lizak firmy Chupa Chups (w pierwszych trzech poziomach "Sweet Zone").
W grze sterujemy postacią mrówki ninja, która według opisu producenta trafiła na Ziemię z któregoś z n-tego wymiaru i aby dostać się do czołówki rankingu ninja musi zmierzyć się z mieszkańcami sześciu światów. Postać biega, skacze, chwyta się ścian, zbiera słodycze, rzuca złotymi kulkami, lub rozgniata upadając na stwory wypełnione słodyczami. Gra zawiera również szereg wbudowanych mini-gier, w tym kilku gier logiczno - zręcznościowych, kosmiczna strzelanina oraz ciekawa koncepcja dostępna tylko z poziomu tej gry, polegająca na odegraniu pewnej melodii na fortepianie. 
Pierwotnie twórca gry George Allen po krytyce i wielu negatywnych opiniach za monotonność rozgrywki jego poprzedniej gry Switchblade II, postanowił stworzyć dynamiczną grę platformową, w której postać mogłaby po zebraniu odpowiednich mikstur używać czarów. Czary miały umożliwiać jej np. wysokie skakanie by pokonać przeszkodę niezbędną do ukończenia dalszego etapu gry, czy też stworzenie własnej kopii, podwajającej w ten sposób siłę ognia. Pierwotny projekt nazywał się Pootz. W ostatecznej wersji, czary zostały zastąpione kolekcjonowaniem bonusów a wszelkie pozostałe elementy mistyczne zaniechane.
Firma Commodore zafascynowana popularnością gry planowała premierę nowej konsoli Amiga CD32 zbiec z wydaniem gry Zool 2, jednak 3 miesiące przed premierą, gra była gotowa dopiero w 40%, co uniemożliwiło ukończenie jej w terminie.